# Jorge Alfredo Vásquez
Jorge Alfredo Vásquez (Santa Ana; 23 de abril de 1945) es un jugador de fútbol retirado de El Salvador que representó a su país en los Juegos Olímpicos de 1968 y en la Copa Mundial de 1970 en México.

## Selección nacional
Ha representado a su país en los tres juegos de la Copa Mundial 1970 y en diez partidos de su clasificación y los tres de los Juegos Olímpicos 1968.

### Participaciones en Juegos Olímpicos
| Torneo                   | Sede   | Resultado    |
| ------------------------ | ------ | ------------ |
| Juegos Olímpicos de 1968 | México | Primera fase |

### Participaciones en Copas del Mundo
| Mundial                        | Sede   | Resultado    |
| ------------------------------ | ------ | ------------ |
| Copa Mundial de Fútbol de 1970 | México | Primera fase |

## Clubes
| Club               | País        | Año       |
| ------------------ | ----------- | --------- |
| Universidad        | El Salvador | 1962-1972 |
| Municipal Limeño   | El Salvador | 1973      |
| Platense Municipal | El Salvador | 1974-1975 |
| ANTEL              | El Salvador | 1975-1976 |
| Platense Municipal | El Salvador | 1976-1979 |
| Águila (cesión)    | El Salvador | 1977      |

## Palmarés

### Títulos nacionales
| Título           | Equipo             | País        | Año     |
| ---------------- | ------------------ | ----------- | ------- |
| Primera División | Platense Municipal | El Salvador | 1974-75 |

### Títulos internacionales
| Título                           | Equipo             | País        | Año  |
| -------------------------------- | ------------------ | ----------- | ---- |
| Copa Fraternidad Centroamericana | Platense Municipal | El Salvador | 1975 |